# Festival kudumbar
Le festival kudumbar est un festival des danses traditionnelles des peuples de la montagne dans l'arrondissement de Tokombéré, département du Mayo-Sava, région de l'Extrême-Nord au Cameroun.

## Histoire
Le nom de la localité de Tokombéré où se déroule ce festival de danse vient de Kudumbar (en zulgo, une des langues locales) qui signifie littéralement « lieu de combat ». C'est en référence à « Kudumbar » que l'une des danses traditionnelles symbolisant l'authenticité de la culture zulgo constitue l'épicentre de ce festival. Il est organisé pour la toute première fois du 28 au 29 décembre 2020 à Tokombéré. Une conférence de presse se tient alors le 9 septembre 2022 à Maroua pour lancer les activités d'édition de 2022. 

## Tradition
Le festival Kudumbar est une fête traditionnelle et culturelle antique des peuples de la montagne. Il a pour but de sauver, transmettre et perpétuer tous les savoirs faire et savoirs être aux générations futures, leurs us et coutumes. 

## Comité d'organisation
- Moussa Yaya, président du comité d'organisation de la première édition en 2020 à Tokombéré[3].
- Alain Mazda, membre du comité d'organisation du festival[4].
- Pierre Amta, médecin généraliste et responsable de la couverture santé du festival[4].

## Peuples et groupes participants
Les peuples et groupes participants sont les Mada, Guemdjek, Podoko, Mandara, Zoulgo, Mouyengue, Ouldeme, Mouyang, Peulh, Matal et le groupe de danse Gurna, Massa du Mayo-danay.